# Роо ИФ
Роо Идротсфьоренинг (на шведски: Råå Idrottsförening) е шведски футболен отбор от едноименния квартал Роо на град Хелсингбори. Отборът има аматьорски статут и се състезава в третото ниво на шведския футбол групата Дивизия 3 Сконе Нора.

## Успехи
- Вицешампион на Швеция (1): 1950-51 г.
- Купа на Швеция  (1): 1948 г.